# Änne Koken

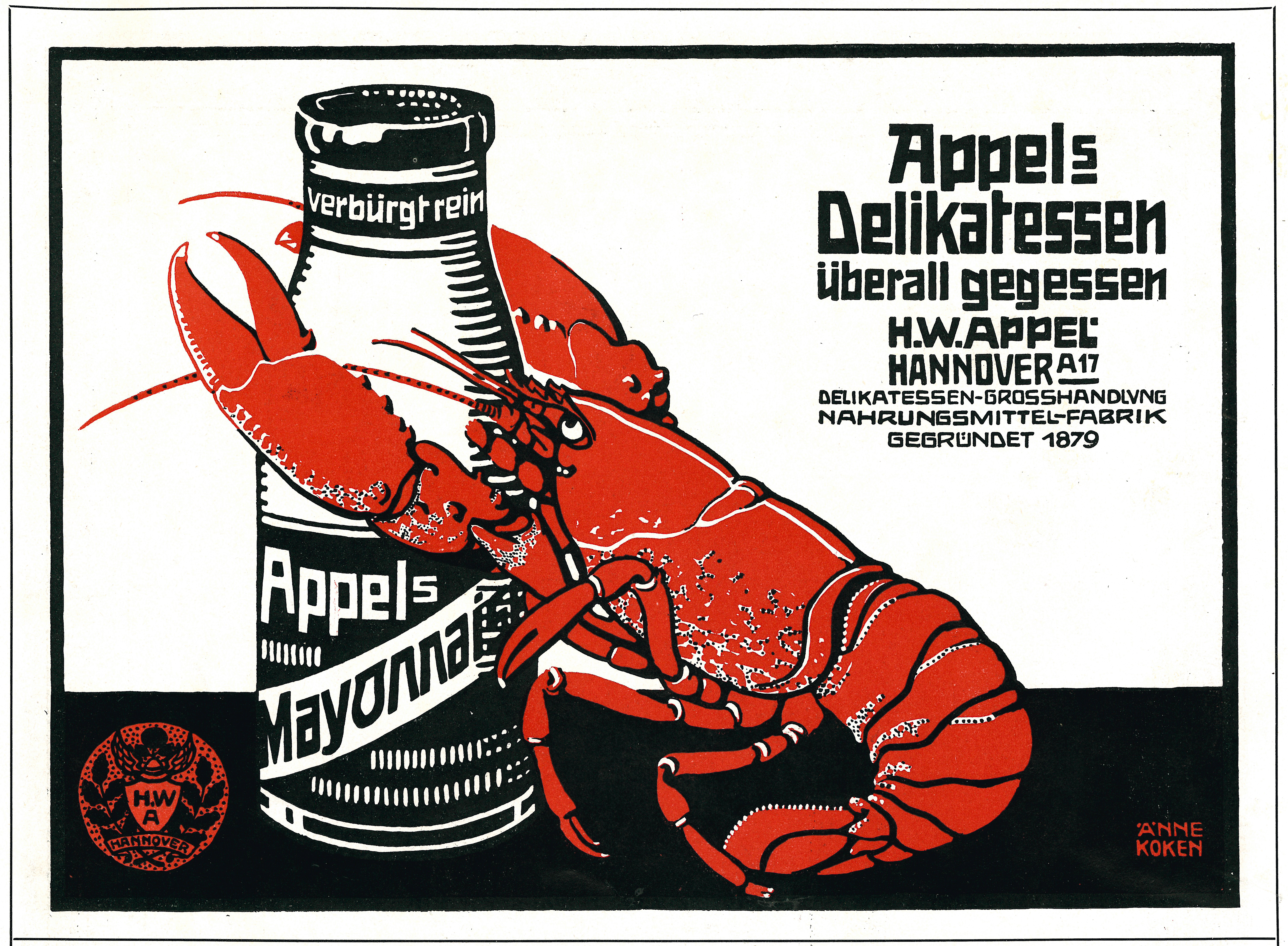
1909 entworfener Hummer an der Mayonnaise als Markenzeichen der „Delikatessen-Großhandlung und Nahrungsmittel-Fabrik“ Heinrich Wilhelm Appel (H.W.A.); Zweifarb-Druck in: Illustrirte Zeitung, Nr. 3538 vom 20. April 1911.

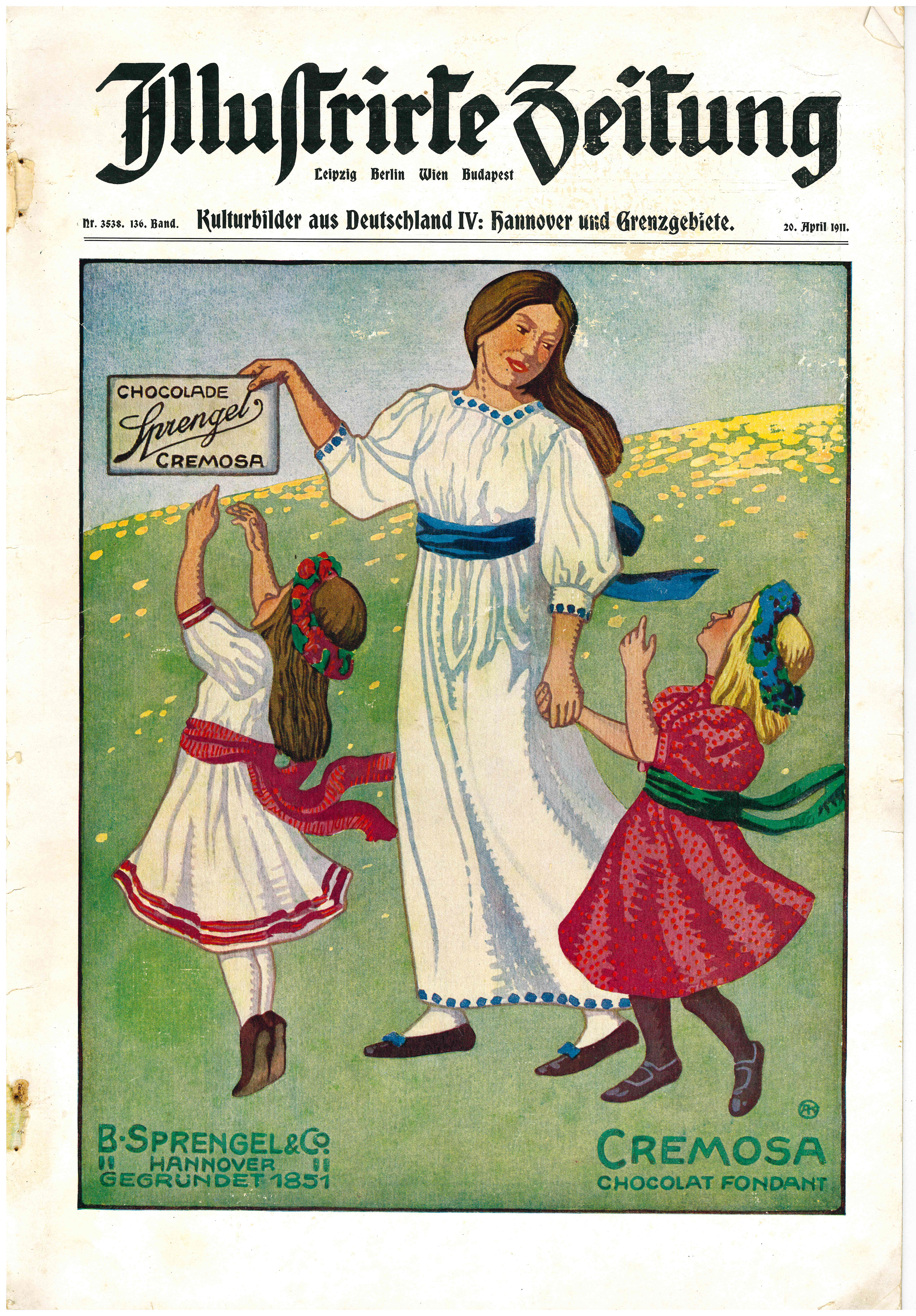
Werbegrafik für die „Cremosa Chocolade“ von Sprengel als beinahe DIN A3-großer Vierfarbdruck auf dem ersten Innentitel in: Illustrirte Zeitung, Nr. 3538 vom 20. April 1911.

Änne Koken (* 28. Mai 1885 in Hannover; † 19. April 1919 ebenda) war eine deutsche Malerin und Künstlerin. Sie war das zweite Kind des angesehenen Hannoveraner Malers Gustav Koken und dessen Ehefrau Bertha Marie Pauline Koken geb. Voges (1858–1944). Neben Landschaftsbildern und Stillleben entwarf Änne Koken Farbverglasungen, Kleidung, Buchschmuck und diverse Gebrauchsgrafik. Durch ihre Werke im Bereich der Gebrauchsgrafik und Reklamekunst, insbesondere für die Unternehmen Bahlsen, Günther Wagner und Appel Feinkost, erlangte Änne Koken große Bekanntheit.

## Leben und Wirken
Änne Koken studierte in München-Planegg an der Schule für Malerei und Dekorative Kunst von Hans Eduard von Berlepsch-Valendas. Änne Koken stand zu der Zeit, als der Gedanke „Kunst in Handel und Industrie“ aktuell zu werden begann, in der ersten Reihe der deutschen Gebrauchsgrafiker:

„Das trotz der Kürze ihres Lebens umfangreiche Schaffen von Änne Koken auf so vielen verschiedenen Gebieten zeigt deutlich den allgemeinen Wandel der künstlerischen Betätigung um 1900: von der traditionellen Landschafts- und Stilllebenmalerei, der ‚wahren Kunst‘, zum Entwerfen von Plakaten, Reklame und Verpackungen für Industriewaren.“

1909 entwarf sie das Markenzeichen mit dem Hummer, das von dem Unternehmen Appel Feinkost noch heute in ähnlicher Form verwendet wird. Ein Jahr später (1910) kehrte sie nach Hannover zurück und eröffnete ihr eigenes Atelier an der Lavesstraße. Koken war zunächst künstlerische Mitarbeiterin und später Mitglied des künstlerischen Beirats bei dem Unternehmen Bahlsen. Die Gestaltung eines Plakats, das das Bahlsen-Verwaltungsgebäude an der Podbielskistraße darstellt und in diversen Zeitschriften Erwähnung fand, erfolgte 1911. Sie war bis 1919 für Bahlsen tätig. Zwischen 1910 und 1911 prägte sie mit ihren Entwürfen das Erscheinungsbild des Unternehmens entscheidend. Ab 1912 folgten Entwürfe für Kleidung, Hüte und Textilkunst, die ab diesem Zeitpunkt regelmäßig in der Zeitschrift Neue Frauenkleidung und Frauenkultur veröffentlicht wurden.
1913 erschien ein Artikel von Rudolf Bleistein über Änne Koken in der Zeitschrift Das Plakat. 1912 wurden ihre Arbeiten in der Großen Ausstellung in Hannover, 1914 auf der Deutschen Werkbundausstellung in Köln Glasmalereien im Haus der Frau und grafische Arbeiten im Bahlsen-Pavillon gezeigt. Im gleichen Jahr wurde sie zur Beisitzerin im Vorstand des Kestner-Museums gewählt. 1918 war sie an der ersten Ausstellung der Hannoverschen Sezession beteiligt, einer Sonderausstellung der Kestner-Gesellschaft. Als Mitglied des Vereins für Deutsche Frauenkleidung und Kultur setzte sich die Künstlerin für Frauenrechte ein.
Nach ihrer Heirat mit dem Juristen Karl Neudendorff 1917 führte sie den Namen Änne Neuendorff-Koken. Ein letzter Beitrag für die Zeitschrift Neue Frauenkleidung und Frauenkultur erschien in der Ausgabe Januar/Februar 1919.
Änne Koken starb am 19. April 1919 in ihrer Geburtsstadt Hannover an einer Lungenentzündung, zwei Wochen nach der Geburt ihrer Tochter. Der hannoversche Kunstkritiker Christof Spengemann veröffentlichte in der Zeitschrift Niedersachsen einen Nachruf.

Auswahl von Werken
Schneewittchen (Bogen 1) für Bahlsen (1908/1912)
Stauden Ranker & Rosen (1905/1917)
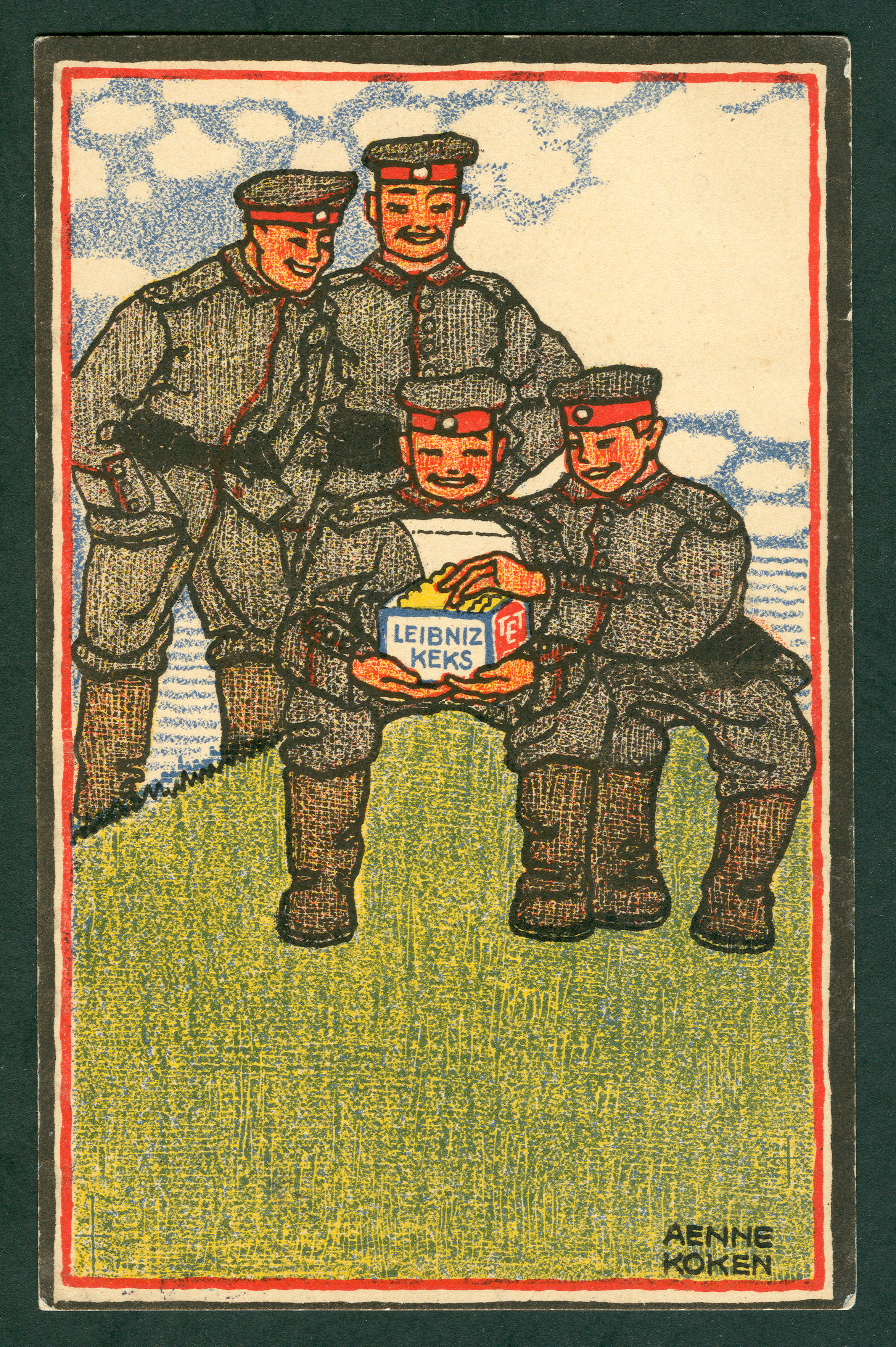
Feldpostkarte für Bahlsen (1914)
Reklamemarken-Serie für Bahlsen (1913)